# رومان ميتيشيان
رومان ميتيشيان (بالأرمنية: Ռոման Միտիչյան) هو ممثل أرمني، ولد في 4 سبتمبر 1978 بوانادزور في أرمينيا.

## أعمال

### أفلام
- (2010) اللصوص[5]
- (2010) تاريخ الاستحقاق[6]
- (2016) كلاب حرب[7]
- (2018) النائب

### مسلسلات
- 24
- اخشوا الموتى السائرون
- اكذب علي
- لوس أنجلوس
- عقول إجرامية
- كاسل
- هاواي فايف أو

## وصلات خارجية
- رومان ميتيشيان على موقع يو إف سي (الإنجليزية)
- رومان ميتيشيان على موقع شيردوغ (الإنجليزية)

- رومان ميتيشيان على موقع IMDb (الإنجليزية)
- رومان ميتيشيان على موقع ألو سيني (الفرنسية)
- رومان ميتيشيان على موقع أول موفي (الإنجليزية)
- رومان ميتيشيان على موقع قاعدة بيانات الفيلم (الإنجليزية)
- رومان ميتيشيان على موقع كينوبويسك (الروسية)